# Буор-Сысы
Буо́р-Сысы́ (якут. Буор Сыһыы) — село в Момском районе Республики Саха (Якутия) России. Административный центр и единственный населённый пункт Индигирского национального наслега.

## География
Село находится в северо-восточной части Якутии, в левобережной части долины реки Индигирки, на расстоянии примерно 7 км (по прямой) к северо-западу от села Хонуу, административного центра района. Абсолютная высота — 190 м над уровнем моря.
Климат
Климат характеризуется как резко континентальный, с суровой продолжительной зимой. Абсолютный минимум температуры воздуха самого холодного месяца (января) составляет −67 °C; абсолютный максимум самого тёплого месяца (июля) — 37 °C. Среднегодовое количество атмосферных осадков составляет 150—200 мм. Снежный покров держится в течение 244 дней.
Часовой пояс
Село Буор-Сысы находится в часовой зоне МСК+8. Смещение применяемого времени относительно UTC составляет +11:00.

## Население
| 2002 | 2010 | 2012 | 2013 | 2014 | 2015 | 2016 |
| ---- | ---- | ---- | ---- | ---- | ---- | ---- |
| 463  | ↘387 | ↗391 | ↗402 | ↘388 | ↗389 | ↗399 |
| 2017 | 2018 | 2019 | 2020 | 2021 |      |      |
| ↘383 | ↘373 | ↘368 | ↘347 | ↗352 |      |      |

Половой состав
По данным Всероссийской переписи населения 2010 года в гендерной структуре населения мужчины составляли 51,2 %, женщины — соответственно 48,8 %.
Национальный состав
Согласно результатам переписи 2002 года, в национальной структуре населения якуты составляли 67 %.

## Улицы
В селе имеются три микрорайона: Аартык, Айхал и Кэскил. 

## Инфраструктура
В селе функционирует авиаплощадка.